# Unión Salvar Rumanía
Unión Salvar Rumanía (Rumano: Uniunea Salvați România, USR) es un partido político rumano. Se fundó explícitamente como Unión Salvar Rumanía en 2016, aunque su precursor fue Unión Salvar Bucarest que se creó en el 1 de julio de 2015.

## Ideología
El 5 de octubre de 2016 Unión Salvar Rumanía lanza su programa electoral dividido en nueve apartados, la transparencia, la industria, la agricultura, la educación, la cultura, la salud, la infraestructura, el medio ambiente y la política exterior, algunas medidas del programa son el compromiso con la máxima transparencia, la reforma de la educación, proporcionar un 6% del PIB a la sanidad pública, construcción de nuevas carreteras e infraestructura, detener la deforestación y estrechar lazos con la Unión Europea y la OTAN.

## Historia
El partido se alía con el Partido Nacional Liberal (PNL) y se une al Gobierno de Florin Cîțu en diciembre de 2020, pero las relaciones entre ambas formaciones se deterioran a los pocos meses. Los ministros de USR-Plus, acusados de incompetencia por el Primer Ministro, son expulsados del gobierno. Los diputados de USR  votaron finalmente con la oposición para destituirlo en octubre de 2021.

## Resultados electorales
En las Elecciones legislativas de 2016 quedó como tercera fuerza con 629.375 votos, por detrás del Partido Socialdemócrata  y del Partido Nacional Liberal.
| Elecciones legislativas de 2016 | Unión Salvar Rumanía | Senado              | 629 375 | 8,92% |
| Elecciones legislativas de 2016 | Unión Salvar Rumanía | Cámara de Diputados | 625 154 | 8,87% |

En las Elecciones legislativas de 2020 quedó nuevamente como tercera fuerza con 906.962 votos, por detrás del Partido Socialdemócrata  y del Partido Nacional Liberal. En dicha ocasión formó una alianza con el Partido Libertad, Unidad y Solidaridad denominada USR-PLUS. Pasó a formar parte del gobierno de coalición de Florin Cîțu, con seis ministerios.
| Elecciones legislativas de 2020 | USR-PLUS | Senado              | 936 862 | 15,86% |
| Elecciones legislativas de 2020 | USR-PLUS | Cámara de Diputados | 906 962 | 15,37% |